# 청주시의 국회의원

## 행정구역 변천
- 1946년 6월 1일 청주군 청주읍에 충청북도 청주부 설치
- 1949년 8월 15일 청주부가 청주시로 개칭
- 1963년 1월 1일 청원군 사주면이 청주시에 편입
- 1983년 2월 15일 청원군 강서면이 청주시에 편입
- 1995년 1월 1일 구제 실시로 상당구·흥덕구 설치

## 청주시의 역대 국회의원
| 대수         | 이름           | 소속정당       | 임기                               | 선거구역 | 개표결과 |
| ------------ | -------------- | -------------- | ---------------------------------- | --- | -------- |
| 제1대        | 박기운(朴己云) | 무소속         | 1948년 5월 31일 - 1950년 5월 30일  | 청주부 일원(제1선거구) | 보기     |
| 제2대        | 민영복(閔泳復) | 무소속         | 1950년 5월 31일 - 1954년 5월 30일  | 청주시 일원(제1선거구) |          |
| 제3대        | 박기운(朴己云) | 제헌국회호헌회 | 1954년 5월 31일 - 1958년 5월 30일  | 청주시 일원(제1선거구) |          |
| 제4대        | 이민우(李敏雨) | 민주당         | 1958년 5월 31일 - 1960년 7월 28일  | 청주시 일원(제1선거구) |          |
| 제5대 민의원 | 이민우(李敏雨) | 민주당         | 1960년 7월 29일 - 1961년 5월 16일  | 청주시 일원(제1선거구) |          |
| 제6대        | 정태성(鄭泰成) | 민주공화당     | 1963년 12월 17일 - 1967년 6월 30일 | 청주시 일원(제1선거구) |          |
| 제7대        | 정태성(鄭泰成) | 민주공화당     | 1967년 7월 1일 - 1971년 6월 30일   | 청주시 일원(제1선거구) |          |
| 제8대        | 최병길(崔秉吉) | 신민당         | 1971년 7월 1일 - 1972년 10월 17일  | 청주시 일원(제1선거구) |          |
| 제9대        | 민기식(閔耭植) | 민주공화당     | 1973년 3월 12일 - 1979년 3월 11일  | 청주시·청원군 일원(제1선거구) |          |
| 제9대        | 이민우(李敏雨) | 신민당         | 1973년 3월 12일 - 1979년 3월 11일  | 청주시·청원군 일원(제1선거구) |          |
| 제10대       | 김현수(金顯秀) | 민주통일당     | 1979년 3월 12일 - 1980년 10월 27일 | 청주시·청원군 일원(제1선거구) |          |
| 제10대       | 이민우(李敏雨) | 신민당         | 1979년 3월 12일 - 1980년 10월 27일 | 청주시·청원군 일원(제1선거구) |          |
| 제11대       | 정종택(鄭宗澤) | 민주정의당     | 1981년 4월 11일 - 1985년 4월 10일  | 청주시·청원군 일원(제1선거구) |          |
| 제11대       | 윤석민(尹錫民) | 한국국민당     | 1981년 4월 11일 - 1984년 12월 29일 | 청주시·청원군 일원(제1선거구) |          |
| 제12대       | 정종택(鄭宗澤) | 민주정의당     | 1985년 4월 11일 - 1988년 5월 29일  | 청주시·청원군 일원(제1선거구) |          |
| 제12대       | 김현수(金顯秀) | 신한민주당     | 1985년 4월 11일 - 1988년 5월 29일  | 청주시·청원군 일원(제1선거구) |          |
| 제13대       | 정종택(鄭宗澤) | 민주정의당     | 1988년 5월 30일 - 1992년 5월 29일  | 청주시 갑: 영북2북3가동, 문화북1남2가동, 서운남1가동, 서문동, 남주동, 석교동, 수동, 우암동, 내덕1동, 내덕2동, 율량사천동, 탑대성동, 영운동, 금천동, 용담명암산성동, 용암용정방서동           |          |
| 제13대       | 오용운(吳龍雲) | 신민주공화당   | 1988년 5월 30일 - 1992년 2월 28일  | 청주시 을: 사직1동, 사직2동, 사창동, 모충동, 운천신봉동, 산미분수곡동, 농촌개신죽림동, 가경복대동, 봉명송정동, 강서1동, 강서2동                                                              |          |
| 제14대       | 김진영(金鎭榮) | 통일국민당     | 1992년 5월 30일 - 1996년 5월 29일  | 청주시 갑: 영북2북3가동, 문화북1남2가동, 서운남1가동, 서문동, 남주동, 석교동, 수동, 우암동, 내덕1동, 내덕2동, 율량사천동, 탑대성동, 영운동, 금천동, 용담명암산성동, 용암용정방서동, 오근장동 |          |
| 제14대       | 정기호(鄭璣浩) | 민주당         | 1992년 5월 30일 - 1996년 5월 29일  | 청주시 을: 사직1동, 사직2동, 사창동, 모충동, 운천신봉동, 산미수곡동, 성화개신죽림동, 복대1동, 가경복대2동, 봉명1동, 봉명2송정동, 강서1동, 강서2동                                            |          |

## 같이 보기
- 청원군의 국회의원
- 청주시 상당구의 국회의원
- 청주시 흥덕구의 국회의원
- 청주시 청원구의 국회의원
- 청주시 서원구의 국회의원